# Бойл, Том Корагессан
Томас Корагессан Бойл (англ. Thomas Coraghessan "T.C." Boyle, при рождении Томас Джон Бойл, также известен как Ти Си Бойл, род. 2 декабря 1948 года) — американский писатель. Начав писательскую карьеру в середине 1970-х годов, он опубликовал девятнадцать романов и более сотни рассказов.

## Биография
Бойл провел детство в родном городе Пикскилл, штат Нью-Йорк. Получил степень бакалавра в Государственном университете Нью-Йорка в Потсдаме. После четырёх лет преподавания в школе, где Бойл начал писать, он продолжает обучение и получает степень магистра, а затем и доктора философии в Университете Айовы. В данный момент Бойл является почётным доктором английского языка Университета Южной Калифорнии.
Рассказы писателя публиковались в известных американских журналах — The New Yorker, Harper’s Magazine, Esquire, Playboy, The Paris Review, GQ, Antaeus, Granta. Многие романы и рассказы Бойла посвящены исследованию поколения американского послевоенного «беби-бума», автор изучает их наклонности, желания и идеалы.
Лауреат Американской литературной премии ПЕН/Фолкнер за 1988 год.